# سن خوزه چینانتکیلا
سن خوزه چینانتیلا (به زبان اسپانیایی : San José Chinantequilla)، روستایی در میخه سیرا دواکستی ۴۶۳ نفر و در حدود ۱۱۶۰ متر بالاتر از سطح دریا واقع شده، شهرستان در آنچه که به عنوان بالا میخه شناخته شده است. و زبان اصلی زبان المیکسی است، اما آنها صحبت می کنند اسپانیایی نیز هست. و با استفاده از ارتباطات موجود به شادی که سخت بود برای دسترسی به.

## شرح
چینانتکیلا در شمال ایالت واکساکا در میخه سیرا حدود ۸۵ کیلومتر از شهرستان پایتخت قرار گرفته است، منطقه و همچنین به عنوان میخه زاکاتپک شناخته شده است. در میان فعالیت های اقتصادی با تجربه در این جامعه عبارتند از : تولید و بازاریابی از قهوه، براندی، کشاورزی و تجارت.